# Герміона Ґрейнджер
Герміона Джин Ґрейнджер (англ. Hermione Jean Granger), у шлюбі Ґрейнджер Візлі — персонажка циклу романів Джоан Роулінг про Гаррі Поттера. Найздібніша відьма свого покоління попри повністю маґлівське походження, під час навчання у Гоґвортсі не раз рятувала Гаррі Поттера та Рона Візлі з негараздів, захищала права ельфів-домовиків. Міністерка Магії британського магічного світу.
Джоан Ролінґ називала Герміону багато в чому своїм альтер-его. Патронус Герміони — видра (улюблена тварина Ролінґ). Друге ім'я Герміони, Джин (фігурує в книзі «Гаррі Поттер і смертельні реліквії» при оголошенні заповіту Албуса Дамблдора) — жіночий варіант «Джона», як і Джоан. В екранізаціях романів Герміону втілила британська акторка та активістка Емма Вотсон.

## Біографія
Герміона (англійською вимовляється «Гемайоні» з наголосом на «а») — ім'я дочки спартанського царя Менелая і Єлени Троянської. В англійській мові має аристократичний відтінок, натомість прізвище майже дослівно означає «селюк». Конфлікт імені і прізвища помітний і на слух: Hermione (hɚˈmaɪəni) звучить м'яко, а Granger — різко. За даними Джоан Ролінґ, ім'я взяте з п'єси Шекспіра «Зимова казка».
Народилась 19 вересня 1979 року у родині маґлів-стоматологів. Містер і місіс Ґрейнджери пишаються своєю розумною дочкою. Вони приймають світ магії, ходячи до магазину на алеї Діаґон; дозволють доньці проводити канікули із сім'єю Візлі, проте не схвалювали використання Герміоною магії для швидкого виправлення зубів. У 1995 році Герміона планувала їхати на лижах з ними під час різдвяних канікул, але поїхала до будинку Блеків, щоб підбадьорити Гаррі. Щоб захистити родину під час війни, в 1997 Герміона пішла на крок змінити спогади своїх батьків, змусивши їх забути, що в них є донька, вважати себе іншими людьми й покинути країну. Після війни Герміона знайшла їх в Австралії і відновила їх пам'ять.
Навчалась у Гоґвортсі з 1991 по 1997 рік (на факультеті Ґрифіндор), будучи найрозумнішою відьмою свого покоління, попри повністю маґлівське походження. В школі займалася захистом прав ельфів-домовиків. Після закінчення школи одружилася з Роном Візлі, народила сина Г'юґо і доньку Розі.
Почала кар'єру в магічній політиці з Відділу регулювання і контролю за магічними істотами, де сприяла значному поліпшенню життя ельфів-домовиків та їхніх побратимів. Потім перейшла (попри заяву Руфусові Скрімджеру) до Відділу магічного правопорядку, де займалася викорінюванням несправедливих законів, що захищають лише чистокровних чарівників. Згодом посіла посаду Міністерки Магії. 

## Особистість
Герміона Ґрейнджер надзвичайно розумна і потужно магічно обдарована. Відважна, самовіддана і принципова, при цьому вона невпевнена у соціумі і часто тривожна щодо буденних речей. Прагне виконувати всі правила, але з розвитком персонажа порушує їх заради спільного блага. Завжди приходить на допомогу друзям, здатна відстояти знедолених і нікого не критикує жорсткіше, ніж себе.

### Магічні здібності
Герміона є надзвичайно талановитою і могутньою відьмою. Ще до початку навчання в Гоґвортсі вона практикувала деякі прості заклинання, які всі працювали. Ремус Люпин стверджував, що Герміона була найрозумнішою чаклункою свого віку, яку він коли-небудь зустрічав. Магічні здібності британської відьми легко перевершили здібності майже кожного студента її віку. Герміона вважалася «прикордонним генієм» і найталановитішою відьмою в Гоґвортсі.
Інтелект. Спостережливість Герміони вражає (особливо у перших книгах). Вона єдина помічає, на чому стоїть Флафі, поки Гаррі і Рон не зводять очей з трьох голів монстра. Одного погляду на багаж викладача, що спить у купе, їй вистачає, щоб дізнатися ім'я професора Люпина. Коли увага всіх прикована до Келиха Вогню, який раптом викидає ім'я четвертого Чемпіона, Герміона вдивляється в Гаррі. Вираз обличчя друга не залишає жодних сумнівів: вибір Келиха для Гаррі — повна несподіванка. Дуже довго, до кінця першого випробування Тричаклунського Турніру, Герміона залишалася чи не єдиною студенткою Гоґвортсу, хто не звинувачував Поттера в обмані. У промові Долорес Амбридж Герміона непомильно вловлює бажання Міністерства втручатись у справи Гоґвортсу і передбачає майбутні репресії. У «Ордені Фенікса» Герміона зізнається, що Сортувальний капелюх цілком серйозно хотів відіслати її у Рейвенклов, факультет найрозумніших.
Невербальна магія. Герміона, як правило, першою освоюваа будь-яке заклинання та користувалась заклинаннями, які не входили до її освітнього рівня. Вона отримала десять С.О.В.; дев'ять «Ідеально» і одну «перевищує очікування», в захисті від темних мистецтв. Гаррі був найсильнішим студентом у цій темі, але навіть він визнав, що Герміона була «найкращою у нашому році» і неодноразово захоплювався її результатами. На п'ятому році навчання відзначила, що Сортувальний капелюх хотів відправити її в Рейвенклов, але врешті вирішив у Ґрифіндор. На шостому році Герміона стала висококваліфікованою у невербальній магії, першою вдаючись до неї в своєму класі на Захисті від темних мистецтв. Вона швидко стала настільки вправною в невербальних заклинаннях, що виконувала безслівно широке коло заклинань.
Дуелі. Герміона неодноразово демонструвала здатність боротись та приголомшливі для свого віку навички дуелей. Будучи тимчасово недієздатною в битві при Департаменті таємниць, Герміона швидко перемогла двох смертежерів. Коли вона супроводжувала Рона та Гаррі в пошуках горокраксів, її заклинання були швидшими, ніж у супротивників, такі як Мандангус Флетчер і принаймні двоє смертежерів. Вона перемогла Антоніна Дологова та Ґрегорі Ґойла, захистила Гаррі від Наджіні, відбилася від Ясклі та відірвала Фенріра Ґрейбека від пораненої Лаванди Браун. В ході битви при Гоґвортсі вона перемогла багатьох смертежерів, а також влаштувала атаку проти Белатриси Лерстранж, незважаючи на те, що була пораненою, використовуючи власну паличку Белатриси проти неї. Слід також зазначити, що вона боролася з Белатрисою разом з Джіні Візлі та Луною Лавґуд. Герміона також має швидкі рефлекси, коли справа дійшла до конфлікту; наприклад, вона витягнула свою паличку і поставила щитове заклинання між Гаррі та Роном, коли ті сварилися в 1997 році, і коли тріо було помічено смертежерами під час Гоґвортської битви.

## Характер
Герміона дуже любить вчитися і приділяє цьому багато часу. Інколи вона буває зарозумілою в гордості своїми успіхами. Вона честолюбна, на уроках завжди прагне відповісти першою і виділитися знаннями, за що багато хто небезпідставно вважає її «всезнайкою». В очах оточуючих вона зі своїм фанатичним прагненням до порядку і дисципліни здається надто «правильною» і занудною, і за це з неї часто глузують. Говорить вона дещо повчально і багатослівно, не втрачаючи, проте, логіки (що особливо помітно в перших книгах). Її письмові роботи завжди об'ємніші, ніж задано. Проте перше враження про неї виявляється хибним: дійсно, дотримання формальних правил і успіхи в навчанні для неї багато означають, але в неї є більш значущі цінності та ідеали. Високо цінує справедливість, рівноправ'я та благополуччя знедолених.
Герміона регулярно допомагає в навчанні Гаррі і Рону, пояснює їм матеріал, дає читати свої конспекти і навіть (вельми неохоче) списувати домашні завдання. Хлопці часто зізнаються, що без Герміони їм було б набагато складніше вчитися і її допомога дуже важлива для них. На четвертому курсі Герміона почала посилено займатися суспільною діяльністю: С.С.Е.Ч.А., спрямована на захист прав ельфів-домовиків, проіснувала недовго, але заклала основи кар'єри Герміони і звільнила Добі, найвизначнішого з свого роду. Герміона була старостою факультету Ґрифіндор. На третьому курсі відмовилася від маглознавства і віщування, вважаючи останнє «досить туманним предметом». Захоплювалася числомагією і Рунами.
Герміона — хоробра і відважна, завжди готова прийти на допомогу друзям. Проте одне з її слабких місць — залежність від ставлення інших і вразливість до кпинів. З роками й ця її риса змінюється. Спостережливість Герміони доповнюється вмінням швидко орієнтуватися в середовищі. Якщо дати їй хоч хвильку спокійно подумати, вона знаходить найкраще рішення. Це особливо видно в «Смертельних Реліквіях».

## Зовнішність
У Герміони карі очі і каштанове волосся. В «Гаррі Поттері і філософському камені» її описано так: «Дівчинка з густим каштановим волоссям. Її передні зуби були трохи довші, ніж треба». У «Келиху вогню» в Герміону зрикошетило пущене Мелфоєм в Гаррі заклинання «Денсоґіо», від якого передні зуби Герміони виросли мало не до підборіддя. У Лікарняному Крилі мадам Помфрі дала Герміоні дзеркало, щоб вона повідомила, коли зуби стануть такими як були, і почала магічно їх зменшувати. Герміона зачекала трішки більше, і її зуби стали рівними.

## Хронологія за книгами

### Гаррі Поттер і філософський камінь
Герміоні було майже дванадцять (через два тижні), коли вона сіла на Гоґвортс-Експрес у 1991 році, де зустріла Гаррі Поттера і Рона Візлі, допомагаючи Невілу Лонґботтому знайти його домашню жабу Тревора. Герміона продемонструвала знання та магічний талант уже тоді, незважаючи на те, що лише недавно виявила своє магічне походження. Дівчинка хотіла бути ґрифіндоркою або рейвенклою. Її бажання здійснилося та вона потрапила під час сортування в Ґрифіндор. Герміона незабаром виявилася найкращою у класі під час уроків, прагнучи порадувати професорів та допомагати іншим дізнатися щось нове, хоча це й ускладнило їй завдання подружитися з однокласниками.
Герміона суворо дотримувалася всіх шкільних правил, тому намагалася перешкодити іншим учням порушувати їх, щоб не потрапити в неприємності. В одну ніч вона пішла за Гаррі і Роном з Грифіндорської вежі на дуель з Драко Мелфоєм. Їх переслідував Арґус Філч до коридора третього поверху — забороненого для відвідувань студентам — де вони опинилися обличчям до обличчя з Флафі, триголовим собакою, що належала Геґріду. Пізніше дівчинка стверджувала, що шпигунство було на їх користь, коли вона вказала, що собака стоїть на пастці, яку Гаррі і Рон не помітили.

### Гаррі Поттер і таємна кімната
Перш ніж розпочати другий рік навчання, Герміона написала кілька листів до Гаррі, які перехопив Добі. Ельф-домовик хотів, щоб Гаррі повірив у те, що його друзі забули про нього і тому не допустити повернення хлопчика в Гоґвортс. Дівчинка разом з батьками супроводжувала Гаррі та сім'ю Візлі на алеї Діаґон, щоб купити шкільні товари.
Під час другого навчального року Герміона вперше зіткнулася з упередженнями та ненавистю навколо статусу її крові, коли Драко Мелфой назвав ґрифіндорку «огидною маленькою бруднокровкою» (англ. filthy little Mudblood) після того, як вона відреагувала на його звинувачення щодо ґрифіндорської команди з квідичу. Щоб допомогти Герміоні, Геґрід закликав її не думати про це, зазначивши, що вона — талановита відьма незалежно від того, що чистокровні фанатики кажуть про її маглівський статус. Версія фільму дещо відрізняється від книги. У фільмі Герміона вже знайома з цим зневажливим прізвиськом та з упередженнями і ненавистю навколо її походження.

### Гаррі Поттер і в'язень Азкабану
Відвідуючи алею Діаґон з Гаррі та сім'єю Візлі, Герміона придбала кота-напівкнизла Криволапика. Проте її новий зв'язок з котом викликав суперечки з Роном Візлі та його ручним щуром Скеберсом, тому що Криволапик завжди намагався ловити пацюків. На початку року Герміона отримала від професорки Макґонеґел часоворот, щоб відвідувати кілька занять одночасно. Дівчина зберігала пристрій в таємниці від усіх, навіть від Гаррі та Рона.
Коли Гаррі отримав мітлу «Вогнеблискавку» на Різдво анонімно, Герміона повідомила про це професорку трансфігурації, думаючи, що її надіслав Сіріус Блек, небезпечний убивця. Мітлу конфіскували для перевірки, що викликало тимчасовий розкол між друзями. Існував й інший конфлікт, коли Рон звинуватив Герміону, що Криволапик з'їв Скеберса.

### Гаррі Поттер і келих вогню
Герміона провела велику частину літніх канікул з Гаррі та Роном, розділивши кімнату з Джіні Візлі. З іншими Візлі (за винятком Моллі) вона брала участь у Кубку світу з квідичу 1994 року в серпні. Після гри спокій був зруйнований Смертежерами. Герміона, Гаррі і Рон втекли в ліс і стали свідками насилання закляття Морсмордре.
У Гоґвортсі студенти дізналися, що колишній аврор Аластор Муді повинен стати новим професором Захисту від темних мистецтв. Він вірив у практичний підхід, коли мова йшла про захист. Одним з його ранніх уроків стала демонстрація Непрощенних заклять. Герміона з однокласниками стали свідками тортур павука. Герміона розпочала хрестовий похід за звільнення ельфів-домовиків, заснувавши Спілку Сприяння Ельфам-Чорноробам Англії або С.С.Е.Ч.А (англ. S.P.E.W.). Така громадська активність не додала дівчині популярності, оскільки більшість вважала, що домашні ельфи насолоджуються своєю роботою; навіть домашні ельфи відкидали її агітацію.
Гаррі, Рон і Невілл Лонґботтом неохоче долучилися до S.P.E.W., щоб не образити Герміону. Геґрід, а також Фред і Джордж Візлі, відмовилися приєднатися на тій підставі, що це засмутило б ельфів. Незважаючи на це, Фред розповів Герміоні, як потрапити у кухню Гоґвортса. Одного ранку вона (з Гаррі та Роном) відвідала кухню, де розмовляла з Добі та Вінкі.
Після обрання Гаррі Поттера четвертим учасником Тричаклунського турніру Герміона однією з небагатьох студентів повірила в невинуватість Гаррі, «прийняла його історію без сумніву». Навіть Рон підозрював, що Гаррі обдурив Кубок, щоб отримати більше слави, з заздрощів порвавши з другом. Герміона допомагала Гаррі підготуватися до першого завдання турніру і вивчати корисні заклинання (наприклад, Stupefy, Impedimenta і Accio) та навіть намагалася змусити Гаррі й Рона спілкуватися один з одним кілька разів.
Герміона зацікавила чемпіона Дурмстренґа та болгарського міжнародного ловця Віктора Крума своїм інтелектом, нетрадиційною красою і поведінкою, коли відмовлялася просити в нього автограф, на відміну від інших дівчат. Крум почав переслідувати Герміону в бібліотеці та інших місцях навколо Гоґвортса. Герміона мала з Крумом стосунки та листування, через які Рон довго ображався на неї.

## Сприйняття та вплив
Хоч авторка і не закладала подібного сенсу, Герміона розглядається багатьма як феміністська ікона. У The Ivory Tower and Harry Potter, першому аналізі поттеріани (стаття Лани А. Відом), в частині «Герміона Грейнджер та спадщина гендеру» Елізи Т. Дресанг обговорюється роль Герміони у серії та її зв'язок з феміністичними дебатами. Розділ починається з аналізу імені Герміони та ролі попередніх персонажів з цим ім'ям у міфології. Дрезанг підкреслює паралелі Герміони з Ролінг, силу, самовіданність та гуманізм героїні.
У "Гаррі Поттер і напівкровний принц" Герміона декілька разів докоряє Рону, мовляв "Напівкровний принц може бути і дівчиною", демонструючи при цьому феміністичні нахили